# Élections législatives de 1956 en Corrèze
Les élections législatives françaises de 1956 se tiennent le 2 janvier. Ce sont les dernières élections législatives de la Quatrième république, après les élections de novembre 1946 et de juin 1951.

## Mode de scrutin
L'Assemblée nationale est composée de 626 sièges pourvus au scrutin proportionnel plurinominal suivant la règle de la plus forte moyenne dans le cadre départemental, sans panachage.
Le vote préférentiel est admis, en inscrivant un numéro d'ordre en face du nom d'un, de plusieurs ou de tous les candidats de la liste. Mais l'ordre ne pourra être modifié que si au moins la moitié des suffrages portés sur la liste est numéroté. Dans les faits les modifications ne dépasseront jamais les 7%.
La loi électorale du 7 mai 1951, dite loi des apparentements, reste en vigueur. Elle permet à la base une répartition des sièges à la représentation proportionnelle dans le département, mais si des listes « apparentées » avant le déroulement du scrutin obtiennent ensemble une majorité absolue de suffrages exprimés, elles reçoivent directement tous les sièges à pourvoir.
Dans le département de la Corrèze, quatre députés sont à élire.

## Élus
| Député sortant   | Parti | Parti   | Député élu ou réélu | Parti | Parti   |
| ---------------- | ----- | ------- | ------------------- | ----- | ------- |
| Clément Chausson |       | PCF     | Pierre Pranchère    |       | PCF     |
| Jean Goudoux     |       | PCF     | Jean Goudoux        |       | PCF     |
| Jean Montalat    |       | SFIO    | Jean Montalat       |       | SFIO    |
| Henri Queuille   |       | Rad-soc | Henri Queuille      |       | Rad-soc |

## Résultats

### Résultats à l'échelle du département
- Un apparentement en soutien au Front républicain est conclu entre les listes Rad-soc, SFIO et PRRES.
- Un autre regroupe les deux listes de tendance poujadistes.

La liste MRP a été retirée par le parti, après la modification de l'ordre de la liste du RGRIF-RGR, qui a empêché de conclure l'apparentement dans les temps.
| Parti    | Parti     | Tête de liste       | Résultats | Résultats | Appar. | Appar. | Sièges |
| Parti    | Parti     | Tête de liste       | Voix      | %         | Voix   | %      | Nb.    |
| -------- | --------- | ------------------- | --------- | --------- | ------ | ------ | ------ |
|          | Rad-soc   | Henri Queuille      | 63 862    | 47,19     | 25 596 | 18,92  | 1      |
|          | SFIO      | Jean Montalat       | 63 862    | 47,19     | 23 396 | 17,29  | 1      |
|          | PRRES     | Ernest Bounaix      | 63 862    | 47,19     | 14 870 | 10,99  | -      |
|          | PCF       | Jean Goudoux        | 49 713    | 36,74     | -      | -      | 2      |
|          | UFF       | Denis Fournet       | 12 203    | 9,02      | 9 446  | 6,98   | -      |
|          | Act° civ. | Moïse Morin         | 12 203    | 9,02      | 2 757  | 2,04   | -      |
|          | RGRIF-RGR | Jacques de Chammard | 8 880     | 6,56      | -      | -      | -      |
|          | MRP       | Victor Faure        | 2         | 0,00      | -      | -      | -      |
|          |           |                     |           |           |        |        |        |
| Inscrits | Inscrits  | Inscrits            | 167 275   | 100,00    |        |        | 4      |
| Votants  | Votants   | Votants             | 137 322   | 82,09     |        |        |        |
| Exprimés | Exprimés  | Exprimés            | 135 319   | 98,54     |        |        |        |